# Skilanglauf-Far-East-Cup 2024/25
Der Skilanglauf-Far-East-Cup 2024/25 ist eine von der FIS organisierte Wettkampfserie, die zum Unterbau des Skilanglauf-Weltcups 2024/25 gehört. Sie begann am 16. Dezember 2024 in Pyeongchang und endet am 1. März 2025 in Sapporo.

## Resultate

### Männer
| Datum             | Austragungsort | Disziplin        | Sieger             | Zweiter            | Dritter            |
| ----------------- | -------------- | ---------------- | ------------------ | ------------------ | ------------------ |
| 16. Dezember 2024 | Pyeongchang    | 10 km klassisch  | Takatsugu Uda      | Kosei Kobayashi    | Daito Yamazaki     |
| 17. Dezember 2024 | Pyeongchang    | 10 km Freistil   | Daito Yamazaki     | Takatsugu Uda      | Kosei Kobayashi    |
| 26. Dezember 2024 | Otoineppu      | 10 km klassisch  | Takatsugu Uda      | Hyuga Otaki        | Haruki Yamashita   |
| 27. Dezember 2024 | Otoineppu      | 10 km Freistil   | Takatsugu Uda      | Hyuga Otaki        | Haruki Yamashita   |
| 11. Januar 2025   | Sapporo        | 10 km klassisch  | Takatsugu Uda      | Haruki Yamashita   | Hyuga Otaki        |
| 12. Januar 2025   | Sapporo        | Sprint Freistil  | Haruki Yamashita   | Hyuga Otaki        | Kosei Kobayashi    |
| 13. Januar 2025   | Sapporo        | 15 km Freistil   | Haruki Yamashita   | Kosei Kobayashi    | Takahiro Suzuki    |
| 24. Januar 2025   | Pyeongchang    | 10 km klassisch  | Takatsugu Uda      | Lee Joon-soo       | Byun Ji-yeong      |
| 25. Januar 2025   | Pyeongchang    | 10 km Freistil   | Takatsugu Uda      | Jeong Jong-won     | Lee Joon-soo       |
| 8. Februar 2025   | Shiramine      | 10 km Freistil   | Wettkampf abgesagt | Wettkampf abgesagt | Wettkampf abgesagt |
| 9. Februar 2025   | Shiramine      | Sprint klassisch | Wettkampf abgesagt | Wettkampf abgesagt | Wettkampf abgesagt |
| 28. Februar 2025  | Sapporo        | 10 km klassisch  | Takatsugu Uda      | Kentaro Ishikawa   | Sho Kasahara       |
| 1. März 2025      | Sapporo        | 15 km klassisch  | Takatsugu Uda      | Kosuke Fujimoto    | Sho Kasahara       |

### Frauen
| Datum             | Austragungsort | Disziplin        | Sieger             | Zweiter            | Dritter            |
| ----------------- | -------------- | ---------------- | ------------------ | ------------------ | ------------------ |
| 16. Dezember 2024 | Pyeongchang    | 5 km klassisch   | Hikari Miyazaki    | Takane Tochitani   | Han Da-som         |
| 17. Dezember 2024 | Pyeongchang    | 5 km Freistil    | Han Da-som         | Lee Eui-jin        | Takane Tochitani   |
| 26. Dezember 2024 | Otoineppu      | 10 km klassisch  | Masae Tsuchiya     | Masako Ishida      | Chika Kobayashi    |
| 27. Dezember 2024 | Otoineppu      | 10 km Freistil   | Masae Tsuchiya     | Chika Kobayashi    | Masako Ishida      |
| 11. Januar 2025   | Sapporo        | 5 km klassisch   | Masae Tsuchiya     | Hikari Miyazaki    | Chika Kobayashi    |
| 12. Januar 2025   | Sapporo        | Sprint Freistil  | Masae Tsuchiya     | Shiori Yokohama    | Aika Kashihara     |
| 13. Januar 2025   | Sapporo        | 15 km Freistil   | Masae Tsuchiya     | Shiori Yokohama    | Rinka Azegami      |
| 24. Januar 2025   | Pyeongchang    | 5 km klassisch   | Lee Eui-jin        | Hikari Miyazaki    | Han Da-som         |
| 25. Januar 2025   | Pyeongchang    | 5 km Freistil    | Hikari Miyazaki    | Han Da-som         | Lee Eui-jin        |
| 8. Februar 2025   | Shiramine      | 10 km Freistil   | Wettkampf abgesagt | Wettkampf abgesagt | Wettkampf abgesagt |
| 9. Februar 2025   | Shiramine      | Sprint klassisch | Wettkampf abgesagt | Wettkampf abgesagt | Wettkampf abgesagt |
| 28. Februar 2025  | Sapporo        | 5 km klassisch   | Kaho Nakajima      | Aika Kashihara     | Yuka Yamazaki      |
| 1. März 2025      | Sapporo        | 10 km Freistil   | Yuka Yamazaki      | Aika Kashihara     | Karen Hatakeyama   |